# (385191) 1997 RT5
(385191) 1997 RT5 est un objet transneptunien faisant partie des cubewanos.

## Caractéristiques
1997 RT5 mesure environ 200 km de diamètre.